# Eleição municipal de Mossoró em 2004
A eleição municipal de Mossoró em 2004 ocorreu em 3 de outubro de 2004. A prefeita era Rosalba Ciarlini, do PFL, que terminaria seu mandato em 1 de janeiro de 2005. Fafá Rosado, do PFL, foi eleita prefeita de Mossoró para o seu primeiro mandato.

## Candidatos
|  | Nº | Candidato(a) a prefeito | Candidato(a) a prefeito                                          | Candidato(a) a vice-prefeito | Candidato(a) a vice-prefeito                          | Coligação |
|  | -- | ----------------------- | ---------------------------------------------------------------- | ---------------------------- | ----------------------------------------------------- | --- |
|  | 13 |                         | Crispiniano Neto (PT) Joaquim Crispiniano Neto                   |                              | Ady Canário (PT) Ady Canário de Souza                 | Sem coligação - Partido dos Trabalhadores (PT) |
|  | 15 |                         | Larissa Rosado (PMDB) Larissa Daniela da Escóssia Rosado Andrade |                              | Vicente Rêgo (PDT) Vicente de Souza Rêgo              | Mossoró Melhor - Partido do Movimento Democrático Brasileiro (PMDB) - Partido Democrático Trabalhista (PDT) - Partido Progressista (Brasil) (PP) - Partido Social Cristão (PSC) - Partido dos Aposentados da Nação (PAN) - Partido da Social Democrata Cristão (PSDC) - Partido Trabalhista Cristão (PTC) - Partido da Social Democracia Brasileira (PSDB) - Partido Trabalhista do Brasil (PTdoB) |
|  | 25 |                         | Fafá Rosado (PFL) Maria de Fátima Rosado Nogueira                |                              | Cláudia Regina (PFL) Cláudia Regina Freire de Azevedo | Força do Povo - Partido da Frente Liberal (PFL) - Partido Trabalhista Brasileiro (PTB) - Partido Social Liberal (PSL) - Partido Trabalhista Nacional (PTN) - Partido Humanista da Solidariedade (PHS) - Partido da Mobilização Nacional (PMN) - Partido Republicano Progressista (PRP) |
|  | 40 |                         | Francisco José (PSB) Francisco José Lima Silveira                |                              | Walter Fonseca (PV) José Walter Fonseca               | Avança Mossoró - Partido Socialista Brasileiro (PSB) - Partido Verde (PV) - Partido Liberal (PL) - Partido Comunista do Brasil (PCdoB) |

## Resultado da eleição para prefeito
| 1º Turno 3 de outubro de 2004 | 1º Turno 3 de outubro de 2004 | 1º Turno 3 de outubro de 2004 | 1º Turno 3 de outubro de 2004 |
| Candidato(a)                  | Vice                          | Votação                       | Votação                       |
| Candidato(a)                  | Vice                          | Total                         | Porcentagem                   |
| ----------------------------- | ----------------------------- | ----------------------------- | ----------------------------- |
| Fafá Rosado (PFL)             | Cláudia Regina (PFL)          | 57.369                        | 49,06%                        |
| Larissa Rosado (PMDB)         | Vicente Rêgo (PDT)            | 42.530                        | 29,45%                        |
| Francisco José (PSB)          | Walter Fonseca (PV)           | 21.258                        | 18,02%                        |
| Crispiniano Neto (PT)         | Ady Canário (PT)              | 4.099                         | 3,47%                         |
| Total de votos válidos        | Total de votos válidos        | 118.019                       | 100,00%                       |
| Votos apurados                |                               |                               |                               |
| Votos válidos                 | Votos válidos                 | 118.019                       | 93,81%                        |
| Votos em branco               | Votos em branco               | 2.068                         | 1,64%                         |
| Votos nulos                   | Votos nulos                   | 5.722                         | 4,55%                         |
| Total de votos apurados       | Total de votos apurados       | 125.809                       | 100,00%                       |
| Eleitores                     |                               |                               |                               |
| Comparecimento                | Comparecimento                | 125.809                       | 87,83%                        |
| Abstenções                    | Abstenções                    | 17.426                        | 12,17%                        |
| Total de eleitores            | Total de eleitores            | 143.235                       | 100,00%                       |